# The Third Lake
The Third Lake är en sjö i Kanada.   Den ligger i Thunder Bay District och provinsen Ontario, i den sydöstra delen av landet, 900 km väster om huvudstaden Ottawa. The Third Lake ligger 393 meter över havet.
I omgivningarna runt The Third Lake växer i huvudsak blandskog. Trakten runt The Third Lake är nära nog obefolkad, med mindre än två invånare per kvadratkilometer.